# Augustine Ejangue
Augustine Silvia Ejangue Siliki (Douala, 19 gennaio 1989) è una calciatrice camerunese, difensore della nazionale camerunese.

## Carriera

### Club
Augustine Ejangue cresce calcisticamente nelle giovanili del Sawa United, club di Douala, sua città di residenza, quindi inserita nella rosa della squadra titolare e facendo il suo esordio nel campionato camerunese femminile di calcio nel 2005. All'inizio del 2006 si trasferisce al Ngondikam Douala dove rimane fino al 2008. Dopo due anni e mezzo Ejangue decide di cogliere l'opportunità di giocare in un campionato estero sottoscrivendo un contratto con l'Águilas de Aneja per giocare in Liga 1, il massimo livello del campionato equatoguineano. All'inizio del 2010 decide di tornare in Camerun trovando un accordo con il Franck Rohlicek de Douala con cui gioca per una stagione.
A fine estate 2011 condivide assieme alla connazionale Ajara Nchout la sua nuova esperienza estera, trasferendosi in Russia per giocare con l'Ėnergija di Voronež nella Vysšij Divizion, massimo livello del campionato nazionale, dove grazie, ai risultati ottenuti dalla squadra nel precedente campionato, il 29 settembre ha l'opportunità di debuttare in UEFA Women's Champions League nell'edizione 2011-12, nella partita di andata dei sedicesimi di finale giocata con le inglesi del Bristol Academy, incontro terminato per 1-1. Con la sua nuova squadra riesce nella competizione UEFA a raggiungere gli ottavi di finale, bloccata dal Rossijanka di Krasnoarmejsk. Al termine della stagione 2011-2012 lascia Voronež per sottoscrivere un accordo proprio con le neocampionesse del Rossijanka, avendo quindi l'opportunità di giocare nuovamente in Champions League. Con il Rossijanka non riesce a bissare il successo in campionato ma comunque a raggiungere i quarti di finale dell'edizione 2012-13, con la squadra fermata dalle tedesche del Wolfsburg che conquisteranno poi il titolo europeo. Dopo aver vestito la maglia del Rossijanka anche nella prima parte della stagione 2013, nell'inverno 2013 Ejangue annuncia di aver raggiunto un accordo con il Tyresö per giocare in Damallsvenskan, massimo livello del campionato svedese, nell'entrante stagione 2014. La scelta si rivela però infelice in quanto la società, che sta vivendo una difficile situazione finanziaria, è costretta a non iscrivere la squadra al campionato e alla Champions League, lasciando svincolate tutte le sue giocatrici. Ejangue decide quindi di rientrare in Camerun dove riesce a sottoscrivere un accordo con il Caïman Filles de Douala. Tuttavia durante l'anno riesce a tornare in Europa vestendo la maglia dell'Amazon Grimstad, club norvegese che le offre l'opportunità di giocare in Toppserien. Nel febbraio 2015 Ejangue sottoscrive un contratto biennale con il Fortuna Hjørring.
All'inizio di agosto 2021 ha lasciato la società camerunense dell'Ebolowa FC e si è trasferita in Italia al Pomigliano, società neopromossa in Serie A.

### Nazionale
Augustine Ejanguè viene convocata dalla Federazione calcistica del Camerun per rappresentare la nazione vestendo la maglia delle giovanili del Camerun, prima nella Under-19 e poi, nel 2007, nella formazione Under-20 della quale porta la fascia di capitano.
Grazie alle sue prestazione nelle giovanili, sempre nel 2007 è inserita in rosa nella nazionale maggiore, selezionata per vestire la maglia delle "Leonesse" alle qualificazioni all'edizione 2008 del campionato africano di categoria, dove fa il suo esordio nella partita pareggiata per 1-1 con la Repubblica Democratica del Congo.
Ejanguè viene nuovamente convocata per l'edizione di Sudafrica 2010 del campionato continentale, contribuendo a conquistare le semifinali, eliminata dalla Nigeria, e la conseguente finale per il terzo posto, persa per 2-0 con il Sudafrica. Durante il torneo, l'8 novembre 2010, al Makhulong Stadium di Tembisa, al 65' sigla la rete del definitivo 2-1 sulle avversarie dell'Algeria.
Nel 2012 è selezionata per rappresentare il Camerun nel torneo di calcio femminile dei giochi della XXX Olimpiade, squadra che inserita nel difficile gruppo E con Brasile, Nuova Zelanda e Gran Bretagna, non riesce a superare il girone eliminatorio. In quello stesso anno ottiene edizione 2012 del campionato africano il terzo posto, vincendo la partita per 1-0 sulla Nigeria, e riesce a conquistare la finale due anni più tardi nell'edizione 2014, che pur sconfitta ancora dalla Nigeria per 2-0, garantirà a lei e alle sue compagne la storica qualificazione alla fase finale di un campionato mondiale femminile di calcio all'edizione di Canada 2015. Inserita nella rosa della Nazionale in partenza per il Canada, fa il suo esordio nella partita di qualificazione del Gruppo C giocata il 12 giugno con il Giappone, scendendo in campo anche nel successivo incontro del 16 giugno, 2-1 sulla Svizzera.
Nel 2016 partecipa alla Coppa delle nazioni africane femminile in cui la sua nazionale era qualificata di diritto essendone l'organizzatrice. Il Camerun arriverà fino in finale dove però viene sconfitta dalla nazionale Nigeriana per 1 a 0.